# Виноградський Олександр Миколайович
Олекса́ндр Микола́йович Виногра́дський (нар. 24 липня (5 серпня) 1855, Київ — 4 (17) жовтня 1912, Київ) — український диригент, музично-громадський діяч, композитор.

## Біографія
Був останнім власником Кутківців. Брат мікробіолога Сергія Миколайовича Виноградського. Батько — Микола Костянтинович Виноградський. Мати — Наталія Вікторівна — походила з роду Скоропадських. Народився в Києві. Навчався в київській гімназії. 1877 року родина переїхала в маєток в Городку на Поділлі.
Виноградський 1860 року навчався у музичній школі Д. Галями. Закінчив 1876 року юридичний факультет Київського університету. В 1876–1877 роках навчався у Московській консерваторії (клас фортепіано Миколи Рубінштейна), згодом у Петербурзькій консерваторії (клас композиції М. Ф. Соловйова, закінчив 1882 року). Брав уроки у Мілія Балакирева.
Від 1884 року — керівник симфонічних концертів Саратовського відділення Російського музичного товариства, член його дирекції. У 1886–1912 роках жив у Києві. Від 1888 року — член дирекції Київського відділення РМТ, від 1889 року — завідувач його музичної частини та керівник симфонічних концертів.
Виноградський значною мірою сприяв перетворенню Києва на один з провідних музичних центрів: збільшив кількість концертів з 2—3 до 8—9 на сезон, залучав до участі в них провідних вітчизняних і зарубіжних виконавців (Федора Шаляпіна, А. Ауера, Й. Гофмана, Е. Ізаї, Ф. Крейслера, Т. Руффо), композиторів Петра Чайковського (1891), Сергія Рахманінова (1911) та ін. Виноградський регулярно знайомив киян із шедеврами світової симфонічної музики (всіма симфоніями Л. Бетховена, Р. Шумана, П. І. Чайковського), вперше виконав 1-у (1897) і 2-у (присвячену Виноградському, 1898) симфонії В. С. Калинникова, симфонію ре мінор (1897) і симфонічну поему «Проклятий мисливець» (1895) В. Франка, низку творів Антоніна Дворжака, Каміля Сен-Санса, З. Фібіха та ін. У концертах Виноградського брали участь київські митці — піаністи Г. А. Бобінський, В. В. Пухальський, М. А. Тутковський, Г. К. Ходоровський-Мороз, скрипаль М. Г. Ерденко, співаки П. О. Кошиць, М. І. Литвиненко-Вольгемут, О. П. Мишуга, хор Я. С. Калішевського та ін.
Виноградський гастролював у Санкт-Петербурзі, Москві, Одесі, Харкові та за кордоном (Париж, Відень, Берлін, Антверпен, Прага), де виконував твори різних композиторів.
Автор варіацій для симфонічного оркестру, симфонічної поеми «Монахиня», двох струнних квартетів, сонати для скрипки й фортепіано та ін.